# Ordine del Leone (Senegal)
L'Ordine del Leone è il maggiore degli ordini cavallereschi di merito del Senegal.

## Storia
L'Ordine del Leone del Senegal venne fondato il 22 ottobre 1960, anno in cui lo stato ottenne piena indipendenza dopo il periodo coloniale.
Esso viene concesso a quanti si siano distinti per particolari meriti verso lo stato senegalese, ma nella forma speciale del Collare può essere concesso anche ad altri capi di Stato stranieri in segno di amicizia.

## Classi
L'Ordine dispone delle seguenti classi di benemerenza:
- Collare
- Cavaliere di Gran Croce
- Grand'Ufficiale
- Commendatore
- Ufficiale
- Cavaliere

| Nastri    |           |              |                 |                         |         |
| Cavaliere | Ufficiale | Commendatore | Grand'Ufficiale | Cavaliere di Gran Croce | Collare |

## Insegne
- La medaglia dell'ordine è composta da una stella a cinque punte smaltata di bianco e pomata d'oro, montata su una stella raggiante in oro. Al centro della stella si trova un medaglione d'oro raffigurante un leone passante verso sinistra con una stella (simbolo del Senegal) attorniato da una fascia amaranto con indicato il nome dell'ordine in lettere dorate. La medaglia è sostenuta al nastro tramite due foglie di palma incrociate in argento.
- La stella riprende le medesime fogge della medaglia con la differenza che la stella raggiata retrostante quella a cinque punte è molto più grande e di forma completamente circolare.
- Il nastro è verde.